# NGC 3421
NGC 3421 is een spiraalvormig sterrenstelsel in het sterrenbeeld Waterslang. Het hemelobject werd in 1880 ontdekt door de Britse astronoom Andrew Ainslie Common.

## Synoniemen
- IC 652
- MCG -2-28-13
- NPM1G -12.0339
- PGC 32514